# Phytoplasma ziziphi
Phytoplasma ziziphi è una specie di batterio appartenente alla famiglia delle Acholeplasmataceae.